# Philippe Barbarin
Philippe Xavier Ignace Barbarin (Rabat, 17 ottobre 1950) è un cardinale e arcivescovo cattolico francese, dal 6 marzo 2020 arcivescovo emerito di Lione.

## Biografia
Laureatosi in filosofia alla Sorbona di Parigi, nel 1973 ha iniziato a frequentare il seminario dei Carmelitani conseguendo la laurea in teologia.
Ha ricevuto l'ordine sacro il 17 dicembre 1977 per la diocesi di Créteil. Il 1º ottobre 1998 è stato nominato vescovo di Moulins da papa Giovanni Paolo II, ricevendone l'ordinazione episcopale il 22 novembre 1998.
Il 16 luglio 2002 è stato promosso arcivescovo metropolita di Lione, nonché primate delle Gallie.
Elevato al rango di cardinale da papa Giovanni Paolo II nel concistoro del 21 ottobre 2003, con il titolo della Santissima Trinità al Monte Pincio, è membro della Congregazione per il culto divino e la disciplina dei sacramenti e della Congregazione per gli istituti di vita consacrata e le società di vita apostolica.
Ha partecipato al conclave del 2005, che elesse papa Benedetto XVI, al conclave del 2013 che elesse papa Francesco, e al conclave del 2025, che ha eletto papa Leone XIV.
Il 31 dicembre 2002 gli è stato conferito il titolo di cavaliere della Legion d'onore ed è attualmente membro della Commissione dottrinale dei vescovi francesi.
È uno dei cardinali che ha celebrato la Messa tridentina dopo la Riforma liturgica.
Il 21 luglio 2013 è stato colpito da doppio attacco cardiaco sull'aereo che lo portava da Lione a Rio de Janeiro dove si sarebbe tenuta la Giornata mondiale della gioventù. Sottoposto a triplo bypass, è rientrato a Lione il 20 agosto successivo.
Il 6 marzo 2020 papa Francesco ha accolto la sua rinuncia al governo pastorale dell'arcidiocesi di Lione. La rinuncia è stata presentata in anticipo rispetto all'età (75 anni) a causa delle polemiche seguite alle vicende giudiziarie, dopo una prima rinuncia al momento della condanna respinta dal papa in base alla presunzione d'innocenza ed in seguito alla quale il cardinale si era ritirato temporaneamente lasciando la reggenza al vicario della diocesi. Il 28 giugno si è congedato dall'arcidiocesi con una messa in cattedrale. In seguito ha assunto l'incarico di cappellano della casa generalizia delle Piccole sorelle dei poveri a Saint-Pern.

## Procedimenti giudiziari
Nel febbraio 2019 è stato condannato in primo grado di giudizio a sei mesi di carcere con la condizionale per aver coperto gli abusi sessuali di padre Bernard Preynat nei confronti di un gruppo scout. Le indagini su Preynat - a cui il cardinale nel 2015 aveva proibito contatti con minorenni, mentre la sorveglianza giudiziaria è del 2016 - sono state chiuse senza accuse per il cardinale, ma le vittime, utilizzando una procedura diretta della legislazione francese che permette di saltare le indagini preliminari, hanno deciso di accusare anche Barbarin e alcuni suoi collaboratori per non essere intervenuto pur essendo a conoscenza dei fatti. Il 30 gennaio 2020 la Corte d'appello di Lione, pur confermando che Barbarin fosse a conoscenza degli abusi, ha riformato la sentenza di primo grado e lo ha prosciolto, stabilendo che il reato di omessa denuncia è caduto in prescrizione.

## Genealogia episcopale e successione apostolica
La genealogia episcopale è:
- Cardinale Scipione Rebiba
- Cardinale Giulio Antonio Santori
- Cardinale Girolamo Bernerio, O.P.
- Arcivescovo Galeazzo Sanvitale
- Cardinale Ludovico Ludovisi
- Cardinale Luigi Caetani
- Cardinale Ulderico Carpegna
- Cardinale Paluzzo Paluzzi Altieri degli Albertoni
- Papa Benedetto XIII
- Papa Benedetto XIV
- Papa Clemente XIII
- Cardinale Giovanni Carlo Boschi
- Cardinale Bartolomeo Pacca
- Papa Gregorio XVI
- Cardinale Castruccio Castracane degli Antelminelli
- Cardinale Paul Cullen
- Arcivescovo Joseph Dixon
- Arcivescovo Daniel McGettigan
- Cardinale Michael Logue
- Cardinale Patrick Joseph O'Donnell
- Vescovo John Gerald Neville, C.S.Sp.
- Vescovo Auguste Julien Pierre Fortineau, C.S.Sp.
- Arcivescovo Xavier Ferdinand J. Thoyer, S.I.
- Arcivescovo Gilbert Ramanantoanina, S.I.
- Cardinale Victor Razafimahatratra, S.I.
- Arcivescovo Philibert Randriambololona, S.I.
- Cardinale Philippe Xavier Ignace Barbarin

La successione apostolica è:
- Arcivescovo Hervé Giraud (2003)
- Vescovo Thierry Marie Jacques Brac de la Perrière (2003)
- Arcivescovo Dominique Lebrun (2006)
- Vescovo Jean-Pierre Louis Roger Sylvain Batut (2009)
- Arcivescovo Philippe Gabriel Marie Augustin Ballot (2009)
- Cardinale Jean-Paul Vesco, O.P. (2013)
- Vescovo Pierre-Yves Michel (2014)
- Arcivescovo Jean-Louis Marie Balsa (2015)
- Vescovo Sylvain Jean-Luc Bataille, S.J.M.V. (2016)
- Vescovo Emmanuel Marie Anne Alain Gobilliard (2016)